# Subway Surfers
Subway Surfers je jedna z nejrozšířenějších mobilních her na světě, kterou vyvinuly v roce 2012 dánské společnosti Kiloo a SYBO Games. Tuto hru v červenci 2022 koupil Miniclip (který většinově vlastní Tencent) za nezveřejněnou částku.
Jedná se o hru, ve které hráč utíká mezi vlaky před policistou, jenž hráče chytil, jak sprejuje po jednom z vlaků. V této hře probíhá cesta kolem světa s názvem World Tour. Každý měsíc se Subway Surfers hraje v jiném městě. Například v Las Vegas, v Soulu nebo na Havaji. První verzi této hry (1.0.0) je možné nainstalovat i na PC. Funguje pro operační systémy Windows, iOS, Android a Windows Phone.

## Princip hry
Subway Surfers je hra bez definovaného konce. Hra je vyvinutá pro chytré telefony a tablety a lze ji nainstalovat a hrát zdarma. Hra začíná, když policista uvidí hráče, jak sprejuje po vlaku. Hned poté hráče začíná policista honit a hráč se mu snaží utéct a mezitím se musí vyhýbat různým překážkám nebo protijedoucím vlakům. Hra zahrnuje také sbírání mincí. Hráč musí pomocí dotykové obrazovky ovládat postavu vlevo, vpravo, nahoru (skok) nebo dolů (skrčení). Cílem této hry je co nejdéle utíkat policistovi a jeho psovi. Po nabourání (bez Hoverboardu) je hráč chycen policistou. V této situaci se hráč může oživit, anebo hra skončí. Hráč se může oživit zhlédnutím reklamy nebo zaplacením jednoho klíče. Po každém dalším nárazu se cena zdvojnásobí (1. náraz – jeden klíč, 2. náraz – dva klíče, 3. náraz – čtyři klíče, 4. náraz – osm klíčů atd.).

## Vylepšení
V Subway Surfers může hráč také koupit ve Shopu, najít při hraní a nebo získat jako odměnu různá vylepšení:
- 2x Multiplier – Hráč může najít 2x Multiplier při hraní. Po sebrání toto vylepšení zdvojnásobí násobitel skóre, což umožňí hráči získat dvojnásobné množství bodů v určitém časovém období. Například, pokud je násobitel skóre X5, bude to X10, když dojde k aktivaci tohoto vylepšení. Dobu trvání tohoto vylepšení lze zvýšit výměnou za mince.[4]
- Coin Magnet – Hráč může najít Coin Magnet při hraní. S jeho pomocí bude automaticky sbírat každou minci, kolem které projde. Toto vylepšení je ideální pro rychlé získání mnoho mincí. Dobu trvání tohoto vylepšení lze zvýšit výměnou za mince.[5]
- Headstart – Ve Shopu si lze objednat použití Headstartu za 2000 mincí nebo ho lze získat jako odměnu. Lze ho aktivovat jen na začátku hry nebo po oživení hráče a umožní hráči létat. Hráč má možnost nakombinovat až tři použití Headstartu pro delší let. Když Headstart končí, tak hráč ještě dostane možnost vybrat si ze tří jiných vylepšení.[6]
- Hoverboard – Ve Shopu si lze objednat použití Hoverboardu za 300 mincí nebo ho lze získat jako odměnu. Poté je ve hře možné aktivovat Hoverboard, tím že hráč klikne dvakrát na obrazovku. Hoverboard dává ochranu před nabouráním na 30 sekund. Pokud uplyne ve hře 30 sekund od aktivace Hoverboardu, Hoverboard zmizí. Pokud hráč s Hoverboardem nabourá, Hoverboard vybouchne, ale hráč zůstane naživu. Po dobu 5 sekund po zmizení Hoverboardu není možné aktivovat nový Hoverboard.[7]
- Jetpack – Hráč může najít Jetpack při hraní. Po sebrání tohoto vylepšení hráč vzlétne vysoko do vzduchu a nemůže v určitém časovém období do ničeho narazit. Hráč může také při letu s Jetpackem sbírat bonusové mince. Dobu trvání tohoto vylepšení lze zvýšit výměnou za mince.[8]
- Pogo Stick – Hráč může najít toto vylepšení při hraní. Pogo Stick po sebrání způsobí, že hráč vyskočí vysoko do nebe plného mincí na jejichž konci se nachází jedno jiné vylepšení. Hráči mají také při používání Pogo Sticku šanci přistát na vlacích, na střechách atd.[9]
- Score Booster – Ve Shopu si lze objednat použití Score Boosteru za 3000 mincí nebo ho lze získat jako odměnu. Hráč ho může aktivovat na začátku hry a nebo po oživení. Zvyšuje hráčův násobitel skóre o 5, 6 nebo 7 až do konce (v závislosti na tom, kolikrát ho hráč použije, hráč může použít až tři Score Boostery).[10]
- Super Mysterizer – Hráč může najít Super Mysterizer při hraní. Toto vylepšení se ale objevuje pouze v tzv. Mystery Mondays. Když hráč jeden vezme, dá mu náhodně jednu ze čtyř různých schopností (+10 Multiplier, Double Coins, Double Jump, Random Hoverboard). Schopnosti trvají pouze omezenou dobu.[11]
- Super Sneakers – Hráč může najít Super Sneakers při hraní. Po sebrání bude hráč nosit boty a dočasně získá vyšší skoky. Hráč nyní může skákat na vlaky a přes vyšší překážky. Spodní část bot automaticky bere mince a vylepšení pod hráčem, což umožňuje hráči sbírat mince, i když jimi přímo neproběhl. Pokud hráč sebere Jetpack dříve, než skončí Super Sneakers, jsou Super Sneakers pozastaveny a nejsou znovu aktivovány, dokud Jetpack neskončí. Dobu trvání tohoto vylepšení lze zvýšit výměnou za mince.[12][13]

## Historie
První verze hry byla vydána v květnu 2012. Jmenovala se „Subway Surfers: Halloween“. V každé verzi se objeví limitovaná postava. V Halloweenu „Zombie Jake“. Na konci listopadu byla vydána druhá verze „Subway Surfers: Holiday“, ve které se objevila limitovaná postava „Elf Tricky“. V lednu začala již zmíněná „World Tour“. Cesta začala po New Yorku, kde byla limitovaná postava Tony. V únoru vyšla aktualizace „Subway Surfers: Rio“, v níž naleznete další limitovanou postavu se jménem Carmen. V březnu vznikla verze „Subway Surfers: Rome“, ve které nebyla jen nová limitovaná postava, ale i sbírka 100 velikonočních vajec. Když je všechny posbíráte, získáte za ně nový hoverboard Chicky. Dne 4. dubna 2013 vyšla nová aktualizace „Subway Surfers: Sydney“, kde byl přidán natrvalo nový hoverboard s názvem Great White, ale hlavně limitovaná postava Kim.
V květnu se Subway Surfers přestěhovalo do Tokia, hlavního města Japonska, kde budete muset při běhání sbírat panenky, za které získáte nové věci. V červnu navštívili americké město Miami, kde byl natrvalo přidán nový hoverboard Hot Rod, který má speciální vylepšení v podobě zrychlení. Dále se rozšířily obleky hlavních postav, kterými jsou Jake a Tricky. Tyto obleky nejsou za peníze, ale za klíče, které sbíráte ve hře, nebo je můžete dostat v Mystery boxech, někdy musíte nasbírat věc v uvedeném počtu (např. ve verzi Rome se první týden soutěží o 10 klíčů, musíte ale nasbírat 40 kraslic), nově i za splnění úkolů v Awards (od verze Rome). Jako vždy se tam rozjela sbírka různých figurek, kterými tentokrát byli plameňáci. Červencová aktualizace vyšla 27. června a s ní i město Paříž, kde se rozšířily obleky pro Tagbota se Spikem a sbírají Eiffelovy věže. Na začátku srpna 2013 vyšla nová aktualizace „Subway Surfers: Bejing“, sbírají se dráčci a nová postava se jmenuje Sun. Objevilo se i nové skákadlo. V září přišel update v Moskvě, kde nalezneme limitovanou postavu Alex.
V říjnu vyšla halloweenská verze Subway Surfers v New Orleans, kde se nyní sbírají dýně a novou postavou je Eddy. Poté, 21. listopadu 2013, vyšla vánoční verze v Londýně, kde se rozšířily obleky pro Frizzy, sbírají se vánoční stromky a novou limitovanou postavou je Jamie a hoverboard Snowflake. 2. ledna 2014, vyšla aktualizace „Subway Surfes: Mumbai“, sbírají se lekníny a limitovanou postavou je Jay. Nový oblek dostali Frank a Tasha. 23. ledna. 2014 vyšla opět verze Miami, kde se sbírají plameňáci. Postavou je zde Nick. Dne 13. února 2014 vyšla verze „Seoul“. Limitovanou postavou je zde Mina a limitovaný hoverboard je Bubblegum. Zde se sbírají zelení roboti. 6. března 2013 vyšla verze „New York“ a limitovaná postava je Tony. Zde se sbírají hlavy Sochy svobody. 27. března 2014 vyšla verze „Mexico City“ a limitovaná postava je Rosa. Zde se sbírají chili papričky. V dubnu vyšla velikonoční verze v Římě a limitovanou postavou je Roberto. Zde se sbírají velikonoční vajíčka. V květnu 2014 vyšla verze „Subway Surfers: Vancouver“, speciální postavou je tady Olivia, která má i druhý outfit (Skate Outfit) a speciálni hoverboard je Moose. Sbírají se taky javorové listy.
V květnu 2014 taky vyšla další verze, „Subway Surfers: Tokyo“, ve kterém je speciální postava Harumi i s Meow Outfitem a speciální hoverboard je Kitty. Sbírají se tady panenky. V této verzi byl taky natrvalo přidán nový hoverboard, Windglider, který má special power (Air Drift). Koncem června vyšla verze São Paulo. Sbírají se fotbalové míče a limitovaná postava je Edison. Následuje další verze Paříž, kde se sbírají opět Eiffelovy věže. Pak vyšla verze Los Angeles, kde se sbírají filmové klapky, limitovaná postava je Wayne. Srpnová aktualizace přenesla Subway Surfers do čínského Pekingu, kde je limitovanou postavou Sun. V září 2014 vyšla verze Cairo, sbírají se brouci, limitovaná postava je Jasmine a limitovaný hoverboard je Croc. 9. října 2014 vyšla opět halloweenská verze v New Orleans, limitované věci: postava Eddy, hoverboard Pumpkin. Zde se sbírají dýně. 6. listopadu vyšla verze Bangkok, s limitovanou postavou Noon. V týdenním lovu se sbírají mušle. Poslední verze roku 2014 vznikla 3. prosince 2014 opět v Londýně. Zase se sbírají vánoční stromky, ale za ně dostáváte dárky, ve kterých jsou dost hodnotné věci např. 12 klíčů, nový hoverbord aj. Tentokrát však není limitovaný Jamie, ale sněhulák Buddy.
První verze v roce 2015 je v Las Vegas. Tato verze vznikla až o den později, 2. ledna 2015, limitovanou postavou je Rex a dočasný hoverboard Roller. Zde se sbírají piky z karet. 22. ledna 2015 opět vyšla verze v Soulu. Limitovaná postava je Mina se třemi outfity a hoverboard Bubblegum. Sbírají se zelení roboti. 12. února vyšla verze Havaj, ve které je limitovanou postavou Izzy. Další aktualizace proběhla dne 6. března 2015, kde se hra znovu vrátila do Bombaje. Velikonoční verze byla vytvořena 27. března v Paříži a 16. dubna v Arábii s limitovanou postavou Amira a hoverboardem Old Dusty. Dne 14. května vyšla verze Los Angeles 2 a 4. června verze Venice.
Ve verzi Řím 2 přišla společnost Kiloo s novinkou. Jedná se o tzv. Awards, kde máte uložené úkoly. Pokud je splníte, dostanete jako odměnu bronzový, stříbrný či zlatý sprej s klíči. Na začátek se nabízí 3 klíče, pak 5 klíčů a nakonec 8 klíčů. Ve verzi Soul 2 se poprvé objevily Mini Mystery Boxy, které můžete získat za zhlédnutí komerčního videa. Jednou byla soutěž World Tour také v Praze.

## Postavy
Ve hře existuje mnoho postav, které lze koupit či získat. Začíná se s postavou jménem Jake, která je ve hře od začátku. Další postavou je také Tricky, která se dá získat nalezením tří čepic v Mystery Boxech. Nebo je tu také Fresh, kterého je možné dostat za nalezení padesáti rádií v Mystery Boxech. V každém městě je dostupná jedna speciální postava, která je limitovaná (po nějaké době již nepůjde koupit).
Zde jsou názvy některých postav, které jsou v Subway Surfers:
- Jake (3 outfity)
- Fresh (3 outfity)
- Tricky (3 outfity)
- Spike (3 outfity)
- Lucy (3 outfity)
- Prince K (3 outfity)
- Brody (3 outfity)
- Tasha (3 outfity)
- Frank (3 outfity)
- Yutani (2 outfity)
- Frizzy (3 outfity)
- Ninja (3 outfity)
- King (3 outfity)
- Tagbot (3 outfity)
- Zoe (3 outfity)

## Seznam edicí Subway Surfers
- Subway Surfers (2012/5–2012/10)
- Subway Surfers Halloween Edition (2012/10)
- Subway Surfers Christmas Edition (2012/12)
- Subway Surfers World Tour: New York City (2013/01)
- Subway Surfers World Tour: Rio (2013/02)
- Subway Surfers World Tour: Rome (2013/03)
- Subway Surfers World Tour: Sydney (2013/04)
- Subway Surfers World Tour: Tokyo (2013/05)
- Subway Surfers World Tour: Miami (2013/06)
- Subway Surfers World Tour: Paris (2013/07)
- Subway Surfers World Tour: Beijing (2013/08)
- Subway Surfers World Tour: Moscow (2013/09)
- Subway Surfers World Tour: New Orleans: Halloween Special (2013/10–2013/11)
- Subway Surfers World Tour: London: Christmas Special (2013/11–2013/12)
- Subway Surfers World Tour: Mumbai (2014/01)
- Subway Surfers World Tour: Miami (2014/01–2014/02)
- Subway Surfers World Tour: Seoul (2014/02–2014,03)
- Subway Surfers World Tour: New York City (2014/03)
- Subway Surfers World Tour: Mexico City (2014/03–2014/04)
- Subway Surfers World Tour: Rome: Egg Hunt Special (2014/04–2014/05)
- Subway Surfers World Tour: Vancouver (2014/05)
- Subway Surfers World Tour: Tokyo (2014/05–2014/06)
- Subway Surfers World Tour: São Paulo: FIFA World Cup Special (2014/06–2014/07)
- Subway Surfers World Tour: Paris (2014/07)
- Subway Surfers World Tour: Los Angeles (2014/08)
- Subway Surfers World Tour: Beijing (2014/09)
- Subway Surfers World Tour: Cairo (2014/09–2014/10)
- Subway Surfers World Tour: New Orleans: Halloween Special (2014/10)
- Subway Surfers World Tour: Bangkok (2014/11)
- Subway Surfers World Tour: London: Christmas Special (2014/12)
- Subway Surfers World Tour: Las Vegas (2015/01)
- Subway Surfers World Tour: Seoul (2015/01–2015/02)
- Subway Surfers World Tour: Hawaii (2015/02–2015/03)
- Subway Surfers World Tour: Mumbai (2015/03)
- Subway Surfers World Tour: Paris (2015/03–2015/04)
- Subway Surfers World Tour: Arabia (2015/04–2015/05)
- Subway Surfers World Tour: Los Angeles (2015/05)
- Subway Surfers World Tour: Venice (2015/06)
- Subway Surfers World Tour: Rio (2015/07)
- Subway Surfers World Tour: Sydney (2015/07–2015/08)
- Subway Surfers World Tour: Greece (2015/08)
- Subway Surfers World Tour: New York City (2015/09)
- Subway Surfers World Tour: Kenya (2015/09–2015/10)
- Subway Surfers World Tour: Transylvania: Halloween Special (2015/10)
- Subway Surfers World Tour: Tokyo (2015/11)
- Subway Surfers World Tour: North Pole: Christmas Special (2015/12)
- Subway Surfers World Tour: Hawaii (2016/01)
- Subway Surfers World Tour: San Francisco (2016/01–2016/02)
- Subway Surfers World Tour: Arabia (2016/02–2016/03)
- Subway Surfers World Tour: Prague (2016/03)
- Subway Surfers World Tour: Madagascar (2016/04)
- Subway Surfers World Tour: Sydney (2016/04–2016/05)
- Subway Surfers World Tour: Peru (2016/05)
- Subway Surfers World Tour: Las Vegas (2016/06)
- Subway Surfers World Tour: Singapore (2016/06–2016/07)
- Subway Surfers World Tour: Venice (2016/07)
- Subway Surfers World Tour: Rio: Summer Olympic Games Special (2016/08)
- Subway Surfers World Tour: Iceland (2016/09)
- Subway Surfers World Tour: Havana (2016/09–2016/10)
- Subway Surfers World Tour: Transylvania: Halloween Special (2016/10)
- Subway Surfers World Tour: Washington, DC (2016/11)
- Subway Surfers Christmas Edition, Winter Holiday (2016/12)
- Subway Surfers Time Tour: Vikings (2017/01)
- Subway Surfers World Tour: Amsterdam (2017/01)
- Subway Surfers World Tour: San Francisco (2017/01)
- Subway Surfers World Tour: Arabia (2017/02)
- Subway Surfers World Tour: Bangkok (2017/03)
- Subway Surfers World Tour: Monaco (2017/03)
- Subway Surfers World Tour: Hawaii (2017/04)
- Subway Surfers World Tour: Copenhagen (2017/05)
- Subway Surfers World Tour: Peru (2017/06)
- Subway Surfers World Tour: Marrakesh (2017/06)
- Subway Surfers World Tour: Shanghai (2017/07)
- Subway Surfers World Tour: Miami (2017/08)
- Subway Surfers World Tour: Barcelona (2017/08–2017/09)
- Subway Surfers World Tour: Singapore (2017/09–2017/10)
- Subway Surfers World Tour: Mexico: Halloween Special (2017/10–2017/11)
- Subway Surfers World Tour: Washington, DC (2017/11)
- Subway Surfers World Tour: Saint Petersburg: Christmas Special (2017/12)
- Subway Surfers World Tour: Cairo (2018/01)
- Subway Surfers World Tour: Chicago (2018/01–2018/02)
- Subway Surfers World Tour: Paris (2018/02)
- Subway Surfers World Tour: Tokyo (2018/03)
- Subway Surfers World Tour: Iceland (2018/03–2018/04)
- Subway Surfers World Tour: Buenos Aires (2018/04–2018/05)
- Subway Surfers World Tour: Monaco (2018/05–2018/06)
- Subway Surfers World Tour: Venice Beach (2018/06)
- Subway Surfers World Tour: Mumbai (2018/06–2018/7)
- Subway Surfers World Tour: Havana (2018/07–2018/08)
- Subway Surfers World Tour: New York City (2018/08)
- Subway Surfers World Tour: Berlin (2018/08–2018/09)
- Subway Surfers World Tour: Hong Kong (2018/09–2018/10)
- Subway Surfers World Tour: New Orleans: Halloween Special (2018/10–2018/11)
- Subway Surfers World Tour: Marrakesh (2018/11)
- Subway Surfers World Tour: London: Christmas Special (2018/12)
- Subway Surfers World Tour: Rio (2018/12–2019/01)
- Subway Surfers World Tour: Atlanta (2019/01–2019/02)
- Subway Surfers World Tour: Venice (2019/02–2019/03)
- Subway Surfers World Tour: Zurych (2019/03–2019/04)
- Subway Surfers World Tour: Bangkok (2019/04–2019/05)
- Subway Surfers World Tour: Seoul (2019/05-2019/06)
- Subway Surfers World Tour: Dubai (2019/06)
- Subway Surfers World Tour: Miami (2019/06-2019/07)
- Subway Surfers World Tour: Bali (2019/07-2019/08)
- Subway Surfers World Tour: Barcelona (2019/08)
- Subway Surfers World Tour: Moscow (2019/08–2019/09)
- Subway Surfers World Tour: Singapure (2019/09–2019/10)
- Subway Surfers World Tour: Mexico: Halloween Special (2019/10–2019/11)
- Subway Surfers World Tour: Houston (2019/11–2019/12)
- Subway Surfers Christmas Edition, Winter Holiday (2019/12)
- Subway Surfers World Tour: Chicago (2019/12-2020/01)
- Subway Surfers World Tour: Beijing (2020/01–2020/02)
- Subway Surfers World Tour: Paris (2020/02–2020/03)
- Subway Surfers World Tour: Cairo (2020/03–2020/04)
- Subway Surfers World Tour: Iceland (2020/04)
- Subway Surfers World Tour: Buenos Aires (2020/04–2020/05)
- Subway Surfers World Tour: Marrakesh (2020/05-2020/06)
- Subway Surfers World Tour: Amsterdam (2020/06)
- Subway Surfers World Tour: Zurych (2020/06–2020/07)
- Subway Surfers World Tour: Edinburgh (2020/07–2020/08)
- Subway Surfers World Tour: Little Rock (2020/08–2020/09)
- Subway Surfers World Tour: Bali (2020/08–2020/09)
- Subway Surfers World Tour: Miami (2020/09)
- Subway Surfers World Tour: Peru (2020/10)
- Subway Surfers World Tour: Cambridge: Halloween Special (2020/10–2020/11)
- Subway Surfers World Tour: Seattle (2020/11–2020/12)
- Subway surfers World Tour: Saint Petersburg
- Subway Surfers World Tour: Christmas Special (2020/12-2021/1)
- Subway Surfers World Tour: Space Station (2021/1)
- Subway Surfers World Tour: Journey of the East (2021/1-2021/2)
- Subway Surfers World Tour: Berlin (2021/2-2021/3)
- Subway Surfers World Tour: New York (2021/3)
- Subway Surfers World Tour: Oxford (2021/3-2021/4)
- Subway Surfers World Tour: Houston (2021/4-2021/5)
- Subway Surfers World Tour: Copenhagen (2021/5-2021/6)
- Subway Surfers World Tour: Chang'an (2021/6)
- Subway Surfers World Tour: Paris (2021/6-2021/7)
- Subway Surfers World Tour: Tokyo (2021/7-2021/8)
- Subway Surfers World Tour: Mumbai (2021/8)
- Subway Surfers World Tour: Las Vegas (2021/8-2021/9)
- Subway Surfers World Tour: Marrakesh (2021/9-2021/10)
- Subway Surfers World Tour: Mexico
- Subway Surfers World Tour: Halloween Special (2021/10)
- Subway Surfers World Tour: Vancouver (2021/11)
- Subway Surfers World Tour: Venice Beach (2021/11-2021/12)
- Subway Surfers World Tour: North Pole
- Subway Surfers World Tour: Christmas Spacial (2021/12-2022/1)

- Subway Surfers World Tour: Lunar New Year (2022/1-2022/2)
- Subway Surfers World Tour: Barcelona (2022/2-2022/3)
- Subway Surfers World Tour: Vancouver (2022/3-2022/4)
- Subway Surfers World Tour: Oxford (2022/4)
- Subway Surfers World Tour: Monaco (2022/4-2022/5)

- Subway Surfers World Tour: Copenhagen (2022/5-2022/6)
- Subway Surfers World Tour: San Francisco  (2022/6)

- Subway Surfers World Tour: Iceland  (2022/6-2022/7)
- Subway Surfers World Tour: Subway City (2022/7-2022/8)

- Subway Surfers World Tour: Greece (2022/8)
- Subway Surfers World Tour: Shenzhen (2022/8-2022/9)

- Subway Surfers World Tour: Mumbai (2022/9-2022/10)
- Subway Surfers World Tour: Mexico
- Subway Surfers World Tour: Halloween Special (2022/10-2022/11)

- Subway Surfers World Tour: Luoyang (2022/11)
- Subway Surfers World Tour: Cairo (2022/11-2022/12)

- Subway Surfers World Tour: Subway City Xmas (2022/12-2023/1)
- Subway Surfers World Tour: Lunar New Year (2023/1)
- Subway Surfers World Tour: Oxford (2023/1-2023/2)
- Subway Surfers World Tour: Barcelona (2023/2-2023/3)
- Subway Surfers World Tour: Underwear (2023/3)
- Subway Surfers World Tour: Edinburgh (2023/3-2023/4)
- Subway Surfers World Tour: Chicago (2023/4-2023/5)
- Subway Surfers World Tour: Copenhagen (2023/5-2023/6)
- Subway Surfers World Tour: New York (2023/6)
- Subway Surfers World Tour: Fantasy Fest (2023/6-2023/7)
- Subway Surfers World Tour: Buenos Aires (2023/7-2023/8)
- Subway Surfers World Tour: Rio (2023/8)
- Subway Surfers World Tour: Tokyo (2023/8-2023/9)
- Subway Surfers World Tour: Hawaii (2023/9-2023/10)
- Subway Surfers World Tour: Haunted Hood
- Subway Surfers World Tour: Halloween (2023/10-2023/11)
- Subway Surfers World Tour: Seoul (2023/11)
- Subway Surfers World Tour: London (2023/11-2023/12)
- Subway Surfers World Tour: North Pole
- Subway Surfers World Tour: Christmas (2023/12-2024/1)
- Subway Surfers World Tour: Shenzhen Showdown (2024/1)
- Subway Surfers World Tour: Greece Love Odyssey (2024/1-2024/2)
- Subway Surfers World Tour: Vegas Queen (2024/2-2024/3)
- Subway Surfers World Tour: Easter Ireland (2024/3-2024/4)
- Subway Surfers World Tour: Marrakesh (2024/4)
- Subway Surfers World Tour: Underwear (2024/4-2024/5)
- Subway Surfers World Tour: Classic (2024/5-2024/6)
- Subway Surfers World Tour: San Francisco (2024/6)
- Subway Surfers World Tour: Hollywood (2024/6-2024/7)
- Subway Surfers World Tour: Paris (2024/7-2024/8)
- Subway Surfers World Tour: New Orleans (2024/8)
- Subway Surfers World Tour: Sydney (2024/8-2024/9)
- Subway Surfers World Tour: Istanbul (2024/9-2024/10)
- Subway Surfers World Tour: Haunted Hood
- Subway Surfers World Tour: Halloween Special (2024/10-2024/11)
- Subway Surfers World Tour: Vancouver (2024/11)
- Subway Surfers World Tour: Iceland (2024/11-2024/12)
- Subway Surfers World Tour: Winter Wonderland
- Subway Surfers World Tour: Christmas Special (2024/12-2025/1)
- Subway Surfers World Tour: Luoyang Year of the Snake (2025/1)
- Subway Surfers World Tour: Aloha Hawaii (2025/1-2025/2)
- Subway Surfers World Tour: Rio Carnival (2025/2-2025/3)
- Subway Surfers World Tour: Mumbai Holi (2025/3)
- Subway Surfers World Tour: Easter Edinburgh (2025/3-2025/4)
- Subway Surfers World Tour: Osaka (2025/4-2025/5)
- Subway Surfers World Tour: Copenhagen (2025/5-2025/6)
- Subway Surfers World Tour: Barcelona (2025/6)
- Subway Surfers World Tour: Washington, D.C. (2025/6-2025/7)
- Subway Surfers World Tour: Classic (2025/7-2025/8)
- Subway Surfers World Tour: Oxford (2025/8)
- Subway Surfers World Tour: Greece (2025/8-2025/9)